# 内海
內海是對被陸地環繞的海之泛稱，但隨著各地風情的不同而有不同定義。

## 概述

### 中文
在中文環境下，「內海」的定義是四周有大陸環繞，而僅以狹小的海峽與大洋相通的海域。但如果一片海域完全属于一个国家，则被称为这个国家的“內海”，作领海解释，例如位於中國北方，地形實為海湾的渤海。
與邊緣海的差異：如果一片海域被伸出的半岛和岛屿包围，可以称为“陸緣海”。如果一片海域临近外海但深入陆地，可以称为“陸間海”。如果一片海域三面是陆地，可以称为“海湾”。显然，这些概念都不精确，在國家典藏數位計畫中解釋內海與邊緣海的差異，在海水是否自由流通，自由流通是邊緣海，無法自由流通是內海；因海水是否自由流通造成海水性質與其他廣大海域是否有明顯差異是第二個分類法，海水成分相同稱邊緣海，海水成分與廣大海域有差異是內海，但對於海水的哪些性質差異，差異大到多少足以分辨內海或邊緣海也沒有明確定義。
所以很多海域经常對於整個廣大海域即可以算是一个邊緣海，對於單一國家也可以算是另一个內海，並沒有明確定義區別內海與邊緣海。
此外，內海在閩南語多用來指潟湖，尤其是19世紀前位於臺灣南部的數個大型潟湖，如臺江內海、倒風內海等。

### 日文
日語的內海（／ Naikai）是指陸地與陸地之間的狹窄海域，一般都擁有兩個以上的海峽與大洋相接，类似宽大的海峡。比如位於日本本州、九州及四國之間的瀨戶內海。

### 英文
英語的內海是指过去海平面高时和海洋相通的位于大陆中央的浅海洋。现在由于海平面较数万年前的冰河期下降許多，已经没有多少这样的内海了，少数几个也都小于里海。